# إقراض مفترس
الإقراض المفترس (بالإنجليزية: Predatory lending) هو مصطلح شائع في الأوساط الممارسة للاقتراض وخدمات الائتمان والتمويل، وهو يعني فرض شروط تعسفية ذات ممارسات احتيالية وجائرة على المُقترض بما يعرضه لأخطار مالية جانبية مقابل الحصول على القرض.